# Vazgen I
Vazgen I, nato Levon Garabed Baljian (Bucarest, 20 settembre 1908 – Echmiadzin, 18 agosto 1994), è stato un vescovo cristiano orientale armeno, Catholicos di tutti gli Armeni dal 1955 al 1994.

## Biografia
Vazgen nacque a Bucarest da una famiglia appartenente alla comunità armena. Si laureò alla facoltà di lettere e filosofia dell'Università di Bucarest diventando un filosofo.
Quando i suoi interessi iniziarono a spostarsi dalla filosofia alla teologia, Baljian andò ad Atene per studiare Teologia Armena Apostolica. Nel 1940 divenne vescovo e, in seguito, divenne capo della chiesa apostolica armena in Romania.
Nel 1955 venne eletto Catholicos di tutto gli Armeni, carica che mantenne sino alla sua morte, il 18 agosto 1994.